# Una storia africana
Una storia africana è un film del 1980, diretto da Susumu Hani e Simon Trevor

## Trama
Un uomo anziano decide di stabilirsi definitivamente in Kenya, in una capanna sperduta nel bosco, con la nipote adulta ed alcuni animali. Vivono una vita gioiosa, in uno stato primitivo, lontano da tutti, tranne che da una tribù di nomadi, con i quali intrattengono rapporti commerciali, finché un aereo si schianta nella vicina foresta, e uno dei passeggeri, a causa dell'urto, perde la memoria. Egli condiziona pesantemente le loro vite, e dà origine a una lunga di eventi inaspettati.